# 大隅多一郎
大隅 多一郎（おおすみ たいちろう、1942年〈昭和17年〉7月28日 - 2021年〈令和3年〉6月28日）は、日本の実業家。元日鉄海運（現・NSユナイテッド海運）社長。リオデジャネイロ商工会議所第19代会頭。日本ボート協会顧問、隅田川ボート記念碑建設委員会理事長を務めた。静岡県出身。

## 人物・経歴
1961年（昭和36年）、静岡県立静岡高等学校卒業。1962年（昭和37年）、東京大学入学。東大では漕艇部に所属し、1964年東京オリンピック代表候補に挙げられた。1966年（昭和41年）、東京大学法学部卒業。同年4月、八幡製鐵入社。原料業務部原料調整室長、原料企画部部長代理、八幡製鐵所総務部長、1992年4月、理事、1993年（平成5年）6月、南米事務所長。1997年（平成9年）10月、常務取締役として日鉄海運入りした。2001年（平成13年）6月、同専務取締役、2004年（平成16年）5月、同社長。
ブラジル鉄鉱石買い付け部門に配属になったことがきっかけで、1974年（昭和49年） - 1978年（昭和53年）に最初のブラジル・リオデジャネイロ駐在、1993年（平成5年） - 1997年（平成9年）に2度目のリオ駐在を経験し、1994年（平成6年）、リオデジャネイロ商工会議所第19代会頭に推された。ブラジルとの付き合いが長く日伯関係に明るい。
2000年（平成12年） - 2004年（平成16年）、母校の東京大学漕艇部で監督を務めた。東京大学漕艇部淡青会（漕艇部OB会）会長。新日鐵住金八幡製鐵所ボート部OB。日本のボート競技の発展にも力を尽くし、日本ボート協会幹事、隅田川ボート記念碑建設委員会理事長を歴任した。

## オリンピック代表候補を辞退
大学からボートを始め、すぐに頭角を現し、1963年（昭和38年）、東京大学漕艇部は全日本選手権エイトで優勝する。日本漕艇協会は、翌年の東京オリンピック代表として体力に優れた学生個人を大学ボート部から選ぶ（ピックアップクルーと呼ばれた）ことを発表した。大隅は東大漕艇部から選ばれた2名のピックアップクルーの1人として新聞にも掲載された。しかし、メンバーとして招請されたのが関東の大学のみであったため、京大など地方大学が猛反対し、東大も選考に公平さがないとしオリンピックに選手を出さない方が良いとの結論を出した。当時これは「2選手（東大）が辞退」という見出しで新聞紙上で報じられた。「ボート・エイトの五輪候補選手のうち、東大の大隅多一郎（21）長島洋一（20）の両選手は一身上の都合を理由に五日、日本漕艇協会へ候補選手を辞退すると届け出た。協会としては個人的な意思を尊重したいとして同日辞退を了承した。辞退の理由は、両選手がこれまでの東大クルーと離れ、各大学の選手にまじってこぐのに関心がないというもの」（朝日新聞 1963年11月6日）

## 関係項目
- 1964年東京オリンピックのボート競技
- 日本船主協会